# High Energy Transient Explorer
Pour les articles homonymes, voir HETE.
High Energy Transient Explorer (abrégé en HETE ; appelé également Explorer 79) est un observatoire spatial américain de la NASA avec une participation internationale principalement japonaise et française. L'objectif principal de HETE est de réaliser la première étude multispectrale des sursauts gamma  avec des instruments fonctionnant en lumière visible, X et gamma. Pour remplir l'objectif principal de la mission qui est d'identifier la source de ces phénomènes astronomiques mystérieux, HETE peut déterminer la position des sursauts avec une précision d'environ 10 secondes d'arc presque en temps réel et transmettre cette position en temps réel à un réseau de récepteurs au sol permettant ainsi d'effectuer rapidement des observations complémentaires avec des instruments plus puissants dans les domaines radio, infrarouge et visible.

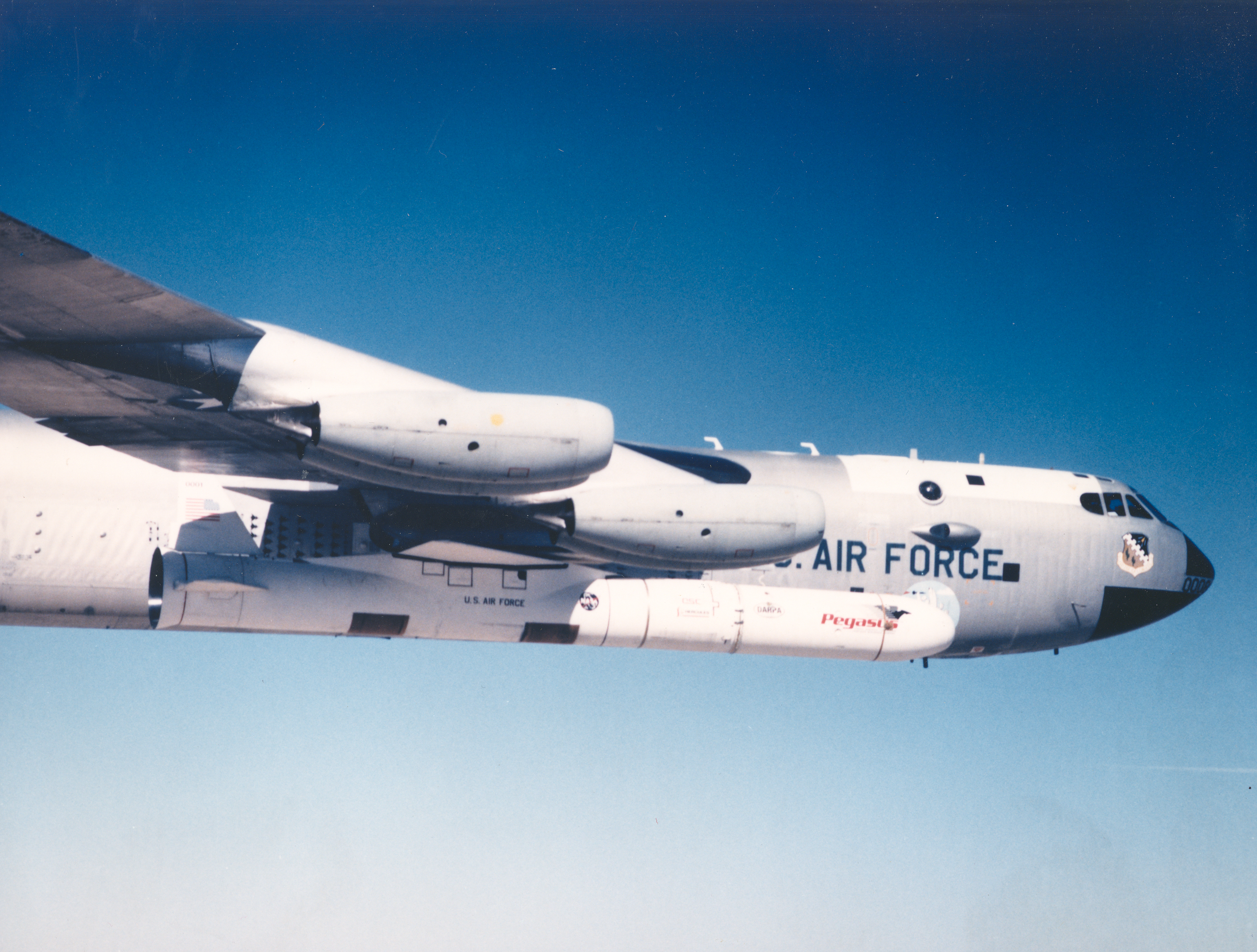
HETE est lancé par une fusée aéroportée Pegasus comme celle photographiée sous ce bombardier B-52.

Un premier exemplaire de l'engin spatial est perdu lors de son lancement par un lanceur Pegasus le 4 novembre 1996. Une copie de HETE, HETE 2, doté d'une instrumentation et de panneaux solaires légèrement modifiés est lancée en octobre 2000. Elle remplit ses objectifs notamment en confirment la théorie qui associe les sursauts gamma longs et les collapsars c'est-à-dire l'effondrement d'une étoile géante en rotation rapide aboutissant à la création d'un trou noir.

## Contexte
Dans les années 1980, les données dont disposent les astronomes sur les sursauts gamma sont réduites : l'absence d'une localisation précise de la source découlant de la durée très courte de l'émission gamma (de quelques secondes à quelques minutes), ne permet pas d'identifier le processus à l’œuvre. Du fait de cette localisation peu précise, les astronomes ne parviennent pas à découvrir si le sursaut gamma se prolonge sur d'autres longueurs d'onde (rayons X, optique) ce qui permettrait de préciser sa distance et d'identifier le phénomène astronomique à l'œuvre. Les premières discussions portant sur la conception d'un observatoire spatial  capable d'effectuer dans des observations des sursauts gamma sur une large plage spectrale ont lieu en 1981 dans le cadre d'une conférence qui se tient à Santa-Cruz. Le Massachusetts Institute of Technology (MIT) avec un groupe de contributeurs internationaux effectue une première proposition concrète en 1986. En 1989, la NASA accepte de financer la mission dans le cadre de son programme Explorer (engin spatial de la classe University)  avec l'objectif de permettre de localiser de manière précise la source des sursauts gamma et ainsi de contribuer à résoudre le mystère entourant ce phénomène astronomique. La construction du satellite est confiée AeroAstro tandis que le développement des caméras optiques et X doux est pris en charge par le MIT qui par ailleurs est responsable de la mission. Les deux autres instruments sont fournis par les instituts de recherche CESR (France) et RIKEN (Japon).

## Objectifs
Les objectifs suivants sont fixés à la mission HETE :
- Détecter l'apparition de sursauts gamma ;
- Fournir la position précise de la source : détection chaque année de 16 à 29 sursauts gamma avec une position plus précise que 10 minutes d'arc, 2 à 5 sursauts avec une position plus précise que 10 secondes. Ces positions doivent être calculées par l'observatoire spatiale dans un intervalle de temps compris entre 10 et 100 secondes ;
- Transmettre les coordonnées du sursaut gamma pratiquement en temps réel (moins de 10 secondes) à travers un réseau de récepteurs VHF en contact avec le centre de contrôle du MIT ;
- Mesurer l'intensité et la fréquence du rayonnement X doux mi-dur et gamma ;
- Réaliser une spectroscopie des sursauts gamma dans le fréquence 1-400 keV ;
- Mesurer l'intensité, les spectres et l'évolution de l'activité des répéteurs gamma doux qui pourraient être détectés durant la mission ;
- Mesurer l'intensité, les spectres et l'évolution de l'activité des sursauts gamma en incluant les autres manifestations d'activités dans la fréquence X découlant des interactions avec le disque d'accrétion ou l'étoile présente dans le système ;
- Mesurer l'intensité, les spectres et l'évolution de l'activité dans le rayonnement X des phénomènes transitoires associés aux trous noirs.

## Déroulement de la mission
Le premier satellite HETE est détruit lors du lancement le 4 novembre 1996. La fusée Pegasus atteignit l'orbite prévue, mais les boulons explosifs séparant HETE d'un autre satellite (SAC-B argentin) et de sa coiffe ne fonctionnèrent pas, conduisant à la perte des deux satellites. Une batterie du troisième étage de la fusée alimentant le système de mise à feu de ces boulons avait lâché pendant l'ascension.
Une copie de HETE, HETE-2, est lancée le 9 octobre 2000 dans le cadre d'une mission de remplacement. Il est similaire au premier HETE, mais la caméra UV a été remplacée par une caméra X supplémentaire (Soft X-ray Camera ou SXC) capable de localiser les sursauts gamma grâce à l'emport d'un détecteur de rayons X doux.
Depuis 2006, la dégradation des batteries a fortement réduit l'efficacité des instruments et les observations ne sont plus réalisées que de manière sporadique.

## Caractéristiques techniques
HETE est un satellite de petite taille (masse 124 kg) de forme rectangulaire pouvant tenir dans un cylindre de 89 cm de haut pour 66 cm de diamètre. Il est stabilisé 3 axes et maintenu dans une position fixe avec une précision de 2 degrés, les instruments concentrés sur une face pointant dans une direction opposée au Soleil. Les corrections d'orientation sont réalisées à l'aide de 3 magnéto-coupleurs et une roue de réaction. L'énergie est fournie par quatre panneaux solaires déployables produisant en tout 168 watts qui sont stockés dans des batteries nickel cadmium. Le système de télécommunications principal fonctionne en bande S avec 5 antennes patch double. Un émetteur radio fonctionnant en VHF transmet en temps réel les détections de sursaut gamma, via une antenne fouet fixée sur les panneaux solaires, pour qu'elles soient immédiatement prises en compte par les observatoires terrestres.

Instruments
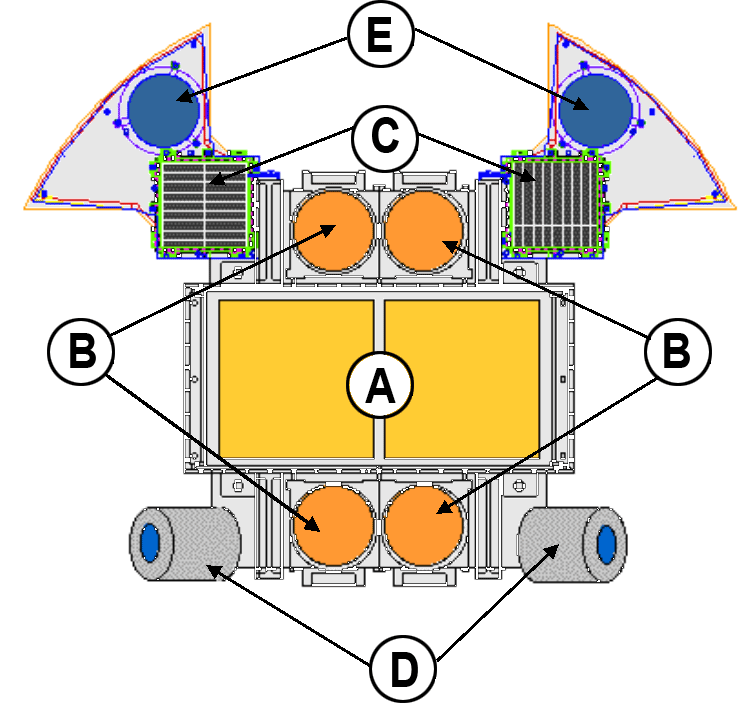
Schéma de la face avant (côté instruments) A : WXM (détecteur rayons X durs), B : FREGATE (spectromètre gamma omnidirectionnel), C : SXC (détecteur rayons X doux), D : Caméras optiques du système de contrôle d'attitude, E Caméras de visée associées au détecteur SXC
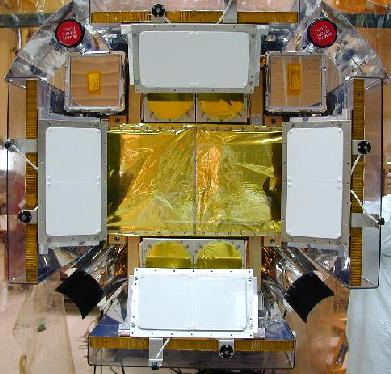
L'observatoire spatial de la NASA HETE vu de face (côté instruments)

### Instrumentation scientifique

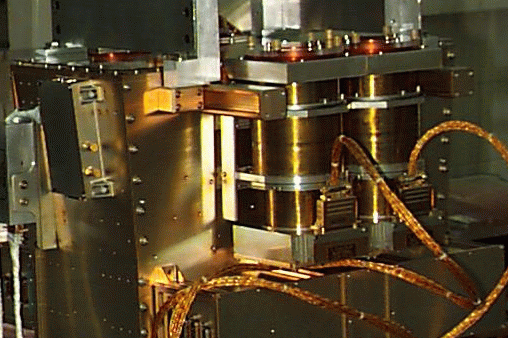
Instrument FREGATE.

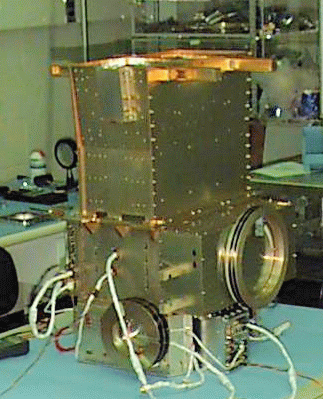
Instrument WXM.

HETE dispose de trois instruments analysant le rayonnement gamma et X. Ces instruments ont un champ de vue identique d'environ 1,5 stéradians, détectent une plage d'énergie s'étendant sur 3 ordres de grandeur et communiquent entre eux pour coordonner les observations. Ces instruments sont :
- Le détecteur de rayons gamma FREGATE développé par le laboratoire CESR (en 2011 IRAP) de Toulouse et capable de détecter des photons dont l'énergie est comprise entre 6  et   400 keV avec une résolution spectrale moyenne.
- Le télescope rayons X durs WXM (wide-field X-ray Monitor) permettant de localiser la source d'un rayonnement dont l'énergie est comprise entre 2  et   25 keV avec une précision d'environ 10 minutes d'arc ou mieux et avec une bonne résolution spectrale. Cet instrument est fourni par le laboratoire japonais RIKEN.
- Le télescope rayons X mous SXC (soft X-ray camera) permettant de localiser la source d'un rayonnement dont l'énergie est comprise entre 0,5  et   10 keV avec une précision d'environ 30 secondes d'arc ou mieux et avec une très bonne résolution spectrale. Cet instrument est fourni par le Centre pour la recherche spatiale du MIT.

## Résultats
Le 4 octobre 2002 HETE observe le sursaut gamma long GRB021004 d'une durée de 100 secondes dont il transmet la position quelques secondes plus tard aux observatoires de la Terre entière. De nombreuses télescopes sont pointés quelques minutes après l'extinction du rayonnement gamma sur la position communiquée. Leurs observations du rayonnement rémanent confirment la théorie qui associe les sursauts gamma longs et les collapsars c'est-à-dire l'effondrement d'une étoile géante en rotation rapide donnant lieu à la création d'un trou noir,.
Parmi les autres découvertes faites par HETE-2, on peut citer :
1. GRB 050709 (en), qui fut le premier sursaut gamma  court et dur découvert avec une contrepartie optique, conduisant à l'établissement certain de l'origine cosmologique de cette classe de GRB ;
2. la démonstration que les sursauts sombres, dont on pensait auparavant qu'ils ne possédaient pas de contrepartie optique, ne sont pas complètement invisibles en optique. Certains de ces sursauts sombres décroissent très vite dans le domaine optique, d'autres sont plus faibles mais détectables avec les grands télescopes (taille métrique) ;
3. la mise en évidence d'une autre classe de sursaut gamma, les flashes X (en) (XRF) moins énergétiques, et leur première contrepartie optique ;
4. le premier à envoyer des positions de sursaut gamma  précises à quelques minutes d'arc aux observateurs dans les quelques dizaines de secondes après le début du GRB (et parfois même, lorsque le sursaut est en cours).

## Galerie

Préparation de HETE avant le lancement
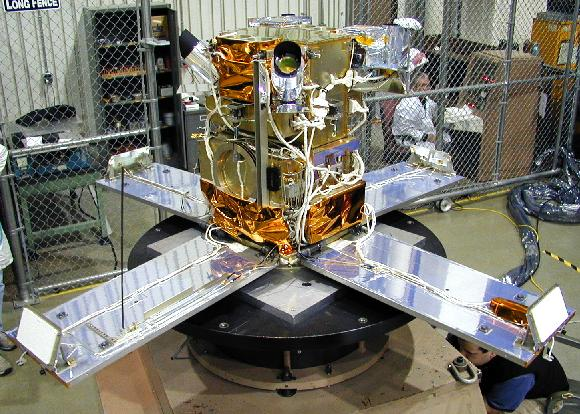
HETE en cours de test
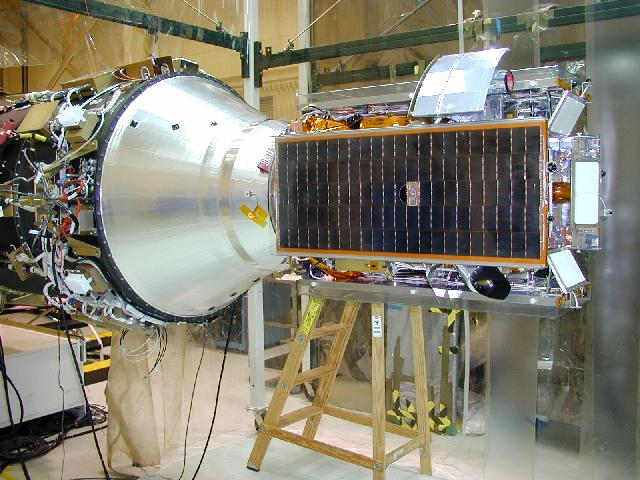
HETE est fixé sur son lanceur Pegasus
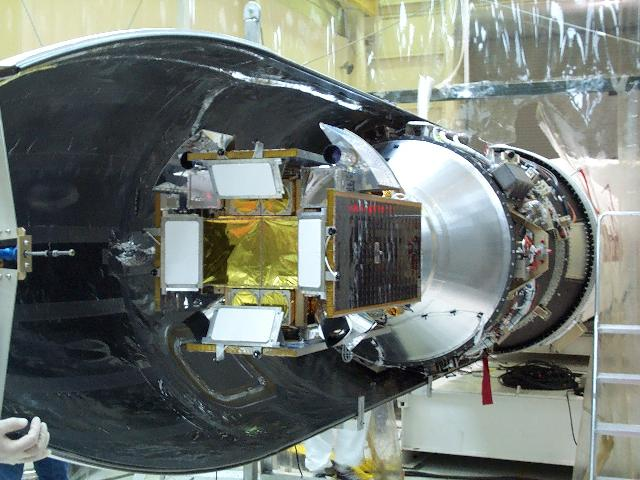
Mise en place de la coiffe du lanceur